# Агафониха (приток Немыда)
Агафониха — река в России, протекает по Чердынскому району Пермского края. Устье реки находится в 20 км от устья реки Немыд по правому берегу. Длина реки составляет 12 км.
Исток реки на западных предгорьях Северного Урала в 12 км к юго-востоку от деревни Верхняя Колва. Река течёт на юго-запад среди холмов, покрытых таёжным лесом, в ненаселённой местности. Впадает в Немыд в 10 км к северо-востоку от посёлка Булдырья.

## Данные водного реестра
По данным государственного водного реестра России относится к Камскому бассейновому округу, водохозяйственный участок реки — Кама от водомерного поста у села Бондюг до города Березники, речной подбассейн реки — бассейны притоков Камы до впадения Белой. Речной бассейн реки — Кама.
Код объекта в государственном водном реестре — 10010100212111100006239.